# REO Motor Car Company

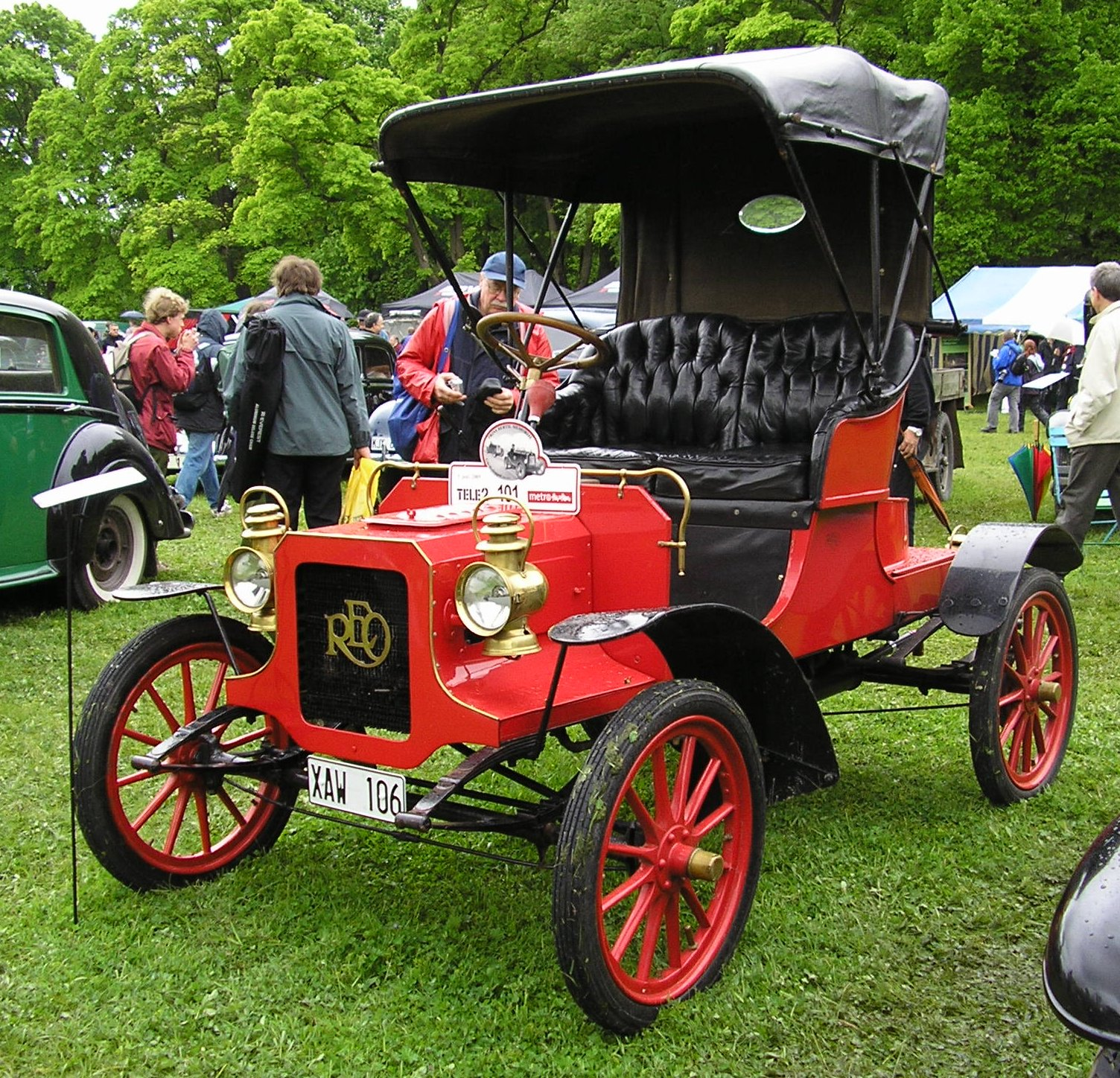
1906 REO Model B Runabout în 2005

REO Motor Car Company a fost o companie care a construit automobile și autocamioane în perioada 1905-1975 cu sediul în Lansing, Michigan. La un moment dat, de asemenea, compania a fabricat autobuze pe platforma camioanelor sale. REO a fost inițiată de către Ransom E. Olds în luna august 1904.